# (9267) Lokrume
(9267) Lokrume est un astéroïde de la ceinture principale.

## Description
(9267) Lokrume est un astéroïde de la ceinture principale. Il fut découvert le 2 septembre 1978 à La Silla par Claes-Ingvar Lagerkvist. Il présente une orbite caractérisée par un demi-grand axe de 2,93 UA, une excentricité de 0,10 et une inclinaison de 2,9° par rapport à l'écliptique.

## Compléments